# 貓咪計程車
《貓咪計程車》（日语：ねこタクシー）為日本作家永森裕二創作的小説，2009年由竹書房出版，2010年改編為電視劇及電影。

## 登場人物
小說、電視劇及電影合併介紹。

### 間瀨垣家
- 間瀨垣勤：竹山隆範

本劇主角。40歳。原為國中教師，之後轉任計程車司機。
- 間瀬垣真亞子：鶴田真由

阿勤的妻子。國中教師。
- 間瀨垣瑠璃：山下莉緒

阿勤與真亞子的女兒。國中3年級學生，忙於準備高中升學考試。
- 御子神先生：咪助（みーすけ、Misuke）（貓）

出生率僅有十萬分之一的稀有三色公貓。

### 計程車公司的同事
- 沼尻崇：甲本雅裕
- 山梨景子：李千鶴
- 真泉平：高橋長英

計程車公司營業所所長。

### 其他人物
- DJ美智留：加藤英美里

廣播電台「FM百足」的DJ。阿勤在開車時經常收聽他主持的節目。
- 宗形誠二：內藤剛志

電影版登場人物。動物診所職員。
- 松本澄映（松本スミエ）：室井滋

電影版登場人物。是位白髪老婆婆，外號「貓媽媽」。金錢詐欺慣犯。自家中飼養了10隻貓。
- 丹羽仁美：芦名星
- 真泉平：高橋長英
- 炎悟：水木一郎
- 菅沼：塚本高史
- 飯島：田村泰二郎
- 飯島夫人：根岸季衣
- 宗形的母親：草村禮子
- 其他演員：柳澤奈奈、Retty（搞笑團體「Butcher brothers」）、唐澤美帆、秋山實希、味里、多菊八重

## 電視劇
2010年1月由日本神奈川電視台改編為電視劇，由日本搞笑藝人竹山隆範主演，其他主要演員為鶴田真由、山下莉緒。台灣國興衛視於近期引進播出。

### 電視劇版製作團隊
- 劇本：永森裕二、池谷正夫、田村計、相原光、柳澤里惠
- 支援導演：野尻克己
- 音樂：野中「雅」雄一
- 製作人：飯塚達介、森角威之
- 製作統籌：岩城一平
- 編輯：石川真吾
- 動物訓練師：ZOO動物經紀公司
- 協助：AMUSEMENT MEDIA ACADEMY、AMG出版工房、AMG MUSIC、Head on、ZOO動物經紀公司、朝日計程車
- 製作公司：杜方
- 製作：貓咪計程車製作委員會（AMG Entertainment、AMUSEMENT MEDIA ACADEMY、神奈川電視台、埼玉電視台、千葉電視台、三重電視台、KBS京都、太陽電視台、札幌電視放送、TVQ九州放送、NTT plala、竹書房）

### 歌曲
- 主題曲：加藤英美里（笑容的形狀）（2010年2月3日發行）
- 片尾曲：加藤英美里（輕飄飄）（2010年2月3日發行）
- 劇中插曲：DJ美智留（加藤英美里）（男人的戀愛要用覆寫保存）、（女人的戀愛要用別名保存）

### 播出集數
| 各集   | 日文標題     | 中譯標題 |
| ------ | ------------ | -------- |
| 第1集  | みこがみ     | 御子神   |
| 第2集  | かざあな     | 風穴     |
| 第3集  | ぶらさがり   | 懸掛     |
| 第4集  | うんめい     | 命運     |
| 第5集  | もうそう     | 妄想     |
| 第6集  | つとむ       | 勤勞     |
| 第7集  | いわかん     | 違和感   |
| 第8集  | だいじょうぶ | 沒關係   |
| 第9集  | きずな       | 羈絆     |
| 第10集 | せいろん     | 正論     |
| 第11集 | かぞく       | 家人     |
| 完結篇 | あこがれ     | 嚮往     |

## 電影
2010年6月改編為電影，同樣由日本搞笑藝人竹山隆範主演，電影版演員除電視劇原班人馬外，還有蘆名星、塚本高史、草村禮子等演員參與演出。

### 製作團隊
- 原作：永森裕二《貓咪計程車》（竹書房）
- 導演：龜井亨
- 劇本：永森裕二、池谷正夫
- 製作總指揮：吉田尚剛
- 音樂：野中「雅」雄一
- 發行協助：中目黑製作所
- 企劃、發行：AMG Entertainment
- 主題曲：（星之轍）

演唱：水木一郎、作詞：吉津屋小豆（吉津屋こまめ）、作曲、編曲：安齋孝秋

## 外部連結
- 電影及連續劇日本官方網站 （页面存档备份，存于）
- 日本youtube官方頻道 （页面存档备份，存于）

## 節目的變遷
| 國興衛視 週六 23:00至24:00           | 國興衛視 週六 23:00至24:00           | 國興衛視 週六 23:00至24:00 |
| ------------------------------------ | ------------------------------------ | -------------------------- |
|                                      | 貓咪計車 （2014.05.10 - 2014.06.14） |                            |
| 一郎出遊記 （2014.01.04 - 2014.05.03） | 黑貓露西 （2014.06.21 - 2014.07.26） |                            |